# خون تیره
خون تیره (انگلیسی: Dark Blood) فیلمی در ژانر درام به کارگردانی جورج سلوزر است که در سال ۲۰۱۲ منتشر شد. از بازیگران آن می‌توان به ریور فینیکس، جودی دیویس، جاناتان پرایس، و کرن بلک اشاره کرد.